# Orgelbau Krawinkel
Orgelbau Krawinkel ist ein deutsches Orgelbauunternehmen mit Sitz in Trendelburg-Deisel.

## Geschichte
Die Tradition des Unternehmens geht auf die Orgelbauerfamilie Balthasar Conrad Euler zurück. Der Familienbetrieb in Hofgeismar bestand bis gegen das Ende des 20. Jahrhunderts und galt mit insgesamt zwölf Generationen als Deutschlands ältestes Orgelbau-Unternehmen.
Elmar Krawinkel (* 1957) erlernte den Orgelbau ab 1972 bei Siegfried Sauer und legte 1990 seine Meisterprüfung als Betriebsmeister ab. Am 2. Januar 1995 übernahm er die Eulersche Werkstatt in Hofgeismar und trat damit in die Selbstständigkeit. Am 1. Februar 2000 wurde der Betrieb nach Trendelburg-Deisel verlegt. Sein Sohn Markus schloss das Fachabitur 2007 als elektrotechnischer Assistent ab. Im Anschluss erlernte er den Orgelbau in Mittelfranken (bis 2010) und legte 2012 seine Meisterprüfung als Orgel- und Harmoniumbauer ab. 2015 übernahm er die Leitung des väterlichen Betriebs.
Das Wirkungsfeld konzentriert sich wie bei Euler auf Nordhessen, die Orgellandschaft Südniedersachsen und Ostwestfalen. Neben Neubauten ist der Betrieb durch konsequente Restaurierungen historischer Instrumente hervorgetreten. Einen Schwerpunkt bilden englische Orgeln, die restauriert und für die neuen Verhältnisse erweitert werden. 2019 waren 16 Mitarbeiter in dem Unternehmen beschäftigt, darunter vier Auszubildende.

## Werkliste (Auswahl)
In der fünften Spalte bezeichnet die römische Zahl die Anzahl der Manuale, ein großes „P“ ein selbstständiges Pedal, ein kleines „p“ ein nur angehängtes Pedal. Die arabische Zahl gibt die Anzahl der klingenden Register an. Die letzte Spalte bietet Angaben zum Erhaltungszustand oder zu Besonderheiten.
| Jahr       | Ort                 | Gebäude                 | Bild | Manuale | Register | Bemerkungen |
| ---------- | ------------------- | ----------------------- | ---- | ------- | -------- | --- |
| 1993       | Mainz               | Chorhaus am Mainzer Dom |      | I/P     | 8        | Meisterstück von Elmar Krawinkel mit Mensuren nach Silbermann, zunächst Hausorgel in Privatbesitz, seit 2011 im Mainzer Chorhaus                                                        |
| 1997       | Bauerbach (Marburg) | St. Cyriakus            |      | III/P   | 33       | Renovierung und klangliche Veränderung der Orgel von Karl Lötzerich (1993) |
| 1997       | Loshausen           | Evangelische Kirche     |      | I/P     | 15       | Restaurierung der Orgel von Balthasar Conrad Euler (1838) |
| 1998       | Hohenkirchen        | Evangelische Kirche     |      | II/P    | 17       | Neubau |
| 1999       | Birstein            | Mariae Heimsuchung      |      | II/P    | 15       | Neubau |
| 2000       | Michelstadt         | Stadtkirche Michelstadt |      | I       | 3        | Neubau Orgelpositiv |
| 2001       | Dankelshausen       | St. Matthäus-Kirche     |      | I/P     | 12       | Restaurierung/Neubau der Orgel von Furtwängler und Hammer hinter historischem Prospekt; ein Register vakant                                                                             |
| 2001       | Bergheim (Edertal)  | Martinskirche           |      | II/P    | 11       | Neubau; Nebenwerk auf Wechselschleifen |
| 2002       | Sarnau (Lahntal)    | Evangelische Kirche     |      | II/P    | 10       | Neubau mit Wechselschleifen auf 2. Manual |
| 2002       | Bremke              | St. Matthias            |      | I/P     | 10       | Renovierung und Umdisponierung der Orgel von Albrecht Frerichs (1968) mit einigen alten Registern von August von Werder (1848)                                                          |
| 2002       | Boffzen             | Erlöserkirche           |      | II/P    | 21       | Neubau unter Einbeziehung des Prospekts und einiger Register der Orgel von Balthasar Conrad Euler (1850)                                                                                |
| 2002       | Harpen (Bochum)     | Heilig Geist            |      | II/P    | 31       | Neubau |
| 2003       | Vinsebeck           | St. Johannes Baptist    |      | II/P    | 16       | Neubau |
| 2005       | Northeim            | Mariä Heimsuchung       |      | II/P    | 35       | Neubau unter Einbeziehung des Prospekts und einiger vorhandener Register der Orgel von Louis Krell (1890) und aus Lagerbeständen von Krell, restliche Register nach Krell rekonstruiert |
| 2005–2006  | Vimbuch             | St. Johannes            |      | III/P   | 28       | Restaurierung und Erweiterung der Orgel von Bevington & Sons (1884) um ein 3. Manualwerk                                                                                                |
| 2006       | Neersen             | Pauluskirche            |      | II/p    | 12       | Neubau mit angehängtem Pedal |
| 2006/2007  | Dransfeld           | St. Martini             |      | II/P    | 21       | Instandsetzung der Orgel von Balthasar Conrad Euler (1843–1845) mit 6 rekonstruierten Registern von Martin Haspelmath (1984/1985)                                                       |
| 2007       | Esebeck             | St. Pankratius          |      | I/P     | 11       | Restaurierung der Orgel von August von Werder (1850) |
| 2007       | Hemmingen-Arnum     | Friedenskirche          |      | II/P    | 13       | Neubau → Orgel |
| 2008       | Sieber              | St. Benedictus          |      | II/P    | 27       | Neubau unter Einbeziehung historischen Materials aus verschiedenen Orgeln hinter dem Prospekt von Gustav Carl Engelhardt (1871)                                                         |
| 2008, 2016 | Gackenbach          | St. Bartholomäus        |      | III/P   | 43       | 2008 Restaurierung und Erweiterung der Orgel von Nelsen (1904, II/P/13) auf II/P/27 und 2016 um eine Solowerk; 2011, 2012, 1017 Einbau je eines weiteren Registers                      |
| 2009       | Saalhausen          | St. Jodokus             |      | III/P   | 28       | Restaurierung der Orgel von Franz Wilhelm Sonreck (1859) und Erweiterung um ein Schwellwerk und hinterständiges Pedalwerk                                                               |
| 2009       | Sielen              | Evangelische Kirche     |      | II/P    | 17       | Restaurierung der Orgel von Conrad Friedrich Carl Euler (1914) |
| 2010       | Langlingen          | St. Johannis            |      | II/P    | 20       | Restaurierung der Orgel von Philipp Furtwängler & Söhne (1854) |
| 2011       | Iserlohn            | Heilig-Geist-Kirche     |      | III/P   | 36       | Reorganisation der Orgel von 1953 |
| 2011       | Scheden             | St.-Markus-Kirche       |      | II/P    | 22       | Restaurierung der Orgel von Johann Dietrich Kuhlmann (1829) mit Erweiterung um ein Rückpositiv durch Paul Ott (1937)                                                                    |
| 2012       | Mainz               | St. Quintin             |      | II/P    | 23       | Restaurierung und Erweiterung der Orgel von Nelsen (1906) |
| 2012       | Treysa              | Hospitalkapelle         |      | II/P    | 9        | Neubau |
| 2013       | Oelshausen          | Evangelische Kirche     |      | I/P     | 6        | [ 12 ] |
| 2015       | Schlangenbad        | Herz Jesu               |      | II/P    | 11       | Restaurierung der Orgel der Gebrüder Euler (1950er) |
| 2017       | Fröndenberg         | St. Marien              |      | II/P    | 32       | Erweiterung der Orgel von Ferdinand Dinse (1898) |
| 2017       | Kassel              | Sankt Joseph            |      | III/P   | 28       | grundlegende Sanierung, ohne die denkmalgeschützte Orgel von Anton Feith (1960) zu verändern                                                                                            |
| 2019       | Wetteborn           | St. Peter und Paul      |      | II/P    | 17       | Restaurierung und Rekonstruktion der Orgel von Johann Conrad Müller (1791–1792), die um 1870 um ein 2. Manual und selbstständiges Pedal erweitert wurde                                 |
| 2019       | Walburg             | Ev. Kirche              |      | I/P     | 12       | Restaurierung der Orgel von Friedrich Ziese (1837) |